# Heli (motorfiets)
Heli is een Duits historisch merk van motorfietsen.
De bedrijfsnaam was Herbert Lindner Motorfahrzeugbau, Berlin, waarbij 'Heli' een porte-manteauwoord was, afgeleid van oprichter Herbert Lindner.
Lindner begon in 1923 met de productie van motorfietsen met een zelf ontworpen, watergekoelde 246cc-tweetakt-blokmotor. Het moment was slecht gekozen. Juist in dat jaar ontstonden ruim 200 Duitse motorfabrikanten, veelal in en rond grote steden. Bijna zonder uitzondering richtten zij zich op de productie van goedkope modellen, waarnaar in het Duitsland van na de Eerste Wereldoorlog vraag was. Bovendien gebruikten de meeste van deze producenten inbouwmotoren van bestaande merken, waardoor ze goedkoper konden produceren en bovendien profiteerden van de goede naam die deze motoren al hadden. Lindner koos met zijn zelf ontworpen, gecompliceerde tweetaktmotor voor de moeilijkere weg. Toch wist hij de productie tot in 1925 vol te houden. Toen beëindigde Heli, tegelijk met ruim 150 van zijn concurrenten, de productie.